# گریگوری نوواک
گریگوری نوواک (روسی: Григорий Ирмович Новак؛ ۵ مارس ۱۹۱۹ – ۱۰ ژوئیه ۱۹۸۰) وزنه‌بردار اهل اتحاد جماهیر شوروی سوسیالیستی بود.
وی در مسابقات کشوری و بین‌المللی در مجموع برندهٔ ۳ مدال طلا، ۱ مدال نقره شده‌است.